# 新桥镇 (安龙县)
新桥镇，是中华人民共和国贵州省黔西南布依族苗族自治州安龙县下辖的一个乡镇级行政单位。

## 行政区划
新桥镇下辖以下地区：
新盛社区、新桥村、高普陇村、海子坝村、阿科村、富新村、巧烂村、木科村和荷花村。